# Кисловка (Киевская область)
Кисловка (укр. Кислівка) — село, входит в Таращанский район Киевской области Украины.
Население по переписи 2001 года составляло 382 человека. Почтовый индекс — 09525. Телефонный код — 4566. Занимает площадь 1,597 км². Код КОАТУУ — 3224481701.

## Местный совет
09525, Київська обл., Таращанський р-н, с.Кислівка